# Pingala
Pingala (पिङ्गल piṅgalá) é um antigo matemático  indiano, famoso por sua obra, o Chandas shastra (chandaḥ-śāstra, também Chandas sutra chandaḥ-sūtra), um tratado sânscrito sobre prosódia considerado parte do Vedanga.
Na tradição literária indiana, Pingala é identificado como o irmão mais novo do Pānini, o grande gramático do século V a.C. Outras tradições o identificam com Patanjali, o autor do Mahabhashya.
Mylius (1983:68) considera o Chandas-shastra "muito posterior" no corpo Vedanga. Isso o colocaria próximo à Era Comum,  provavelmente pós-datando os tempos do Império Máuria (R. Hall, Mathematics of Poetry, tem "c. 200 a.C.").
O shastra é dividido em oito capítulos. Foi editado por Weber (1863). Está na transição entre a métrica védica e a métrica clássica dos épicos sânscritos.
O matemático do século X, Halayudha, o comentou e expandiu. Pingala apresenta a primeira descrição conhecido de um sistema numérico binário. Ele descreveu o sistema numérico binário em conexão à listagem das métricas védicas com sílabas longas e curtas. A sua discussão sobre a combinação de métrica corresponde ao teorema binomial. O comentário de Halayudha inclui uma apresentação do triângulo de Pascal (chamado de meru-prastaara). A obra de Pingala também contém as ideias básicas de números de Fibonacci (chamados de maatraameru ).
O uso do zero é às vezes erroneamente designado a Pingala devido à sua discussão sobre números binários, geralmente representados usando 0 e 1 na discussão moderna, mas Pingala usou sílabas longas e curtas. Quatro sílabas curtas (em binário, "0000") no sistema de Pingala, contudo, representam o número um, e não o zero. Uso posicional do zero data de séculos posteriores e teria sido familiar a Halayudha, mas não ao Pingala.

## Edições
- A. Weber, Indische Studien 8, Leipzig, 1863.
- Bibliotheca Indica, Calcutta 1871-1874, reprint 1987.